# Wilhelm Sabersky-Müssigbrodt
Wilhelm Sabersky-Müssigbrodt, detto Willy (fl. XIX-XX secolo), è stato un ingegnere aeronautico tedesco.
Fu tra i fondatori della Pfalz-Flugzeugwerke GmbH trasferendosi in seguito alla Luftverkehrsgesellschaft (LVG), suoi i fortunati progetti dei ricognitori biposto LVG C.V e del suo derivato LVG C.VI, ed alla Deutsche Flugzeugwerke (DFW), dove supervisionò lo sviluppo del bombardiere pesante DFW R.III.